# Pseudocaranx dentex
Pseudocaranx dentex är en fiskart som först beskrevs av Bloch och Schneider, 1801.  Pseudocaranx dentex ingår i släktet Pseudocaranx och familjen taggmakrillfiskar. Inga underarter finns listade i Catalogue of Life.